# Bronsgieten

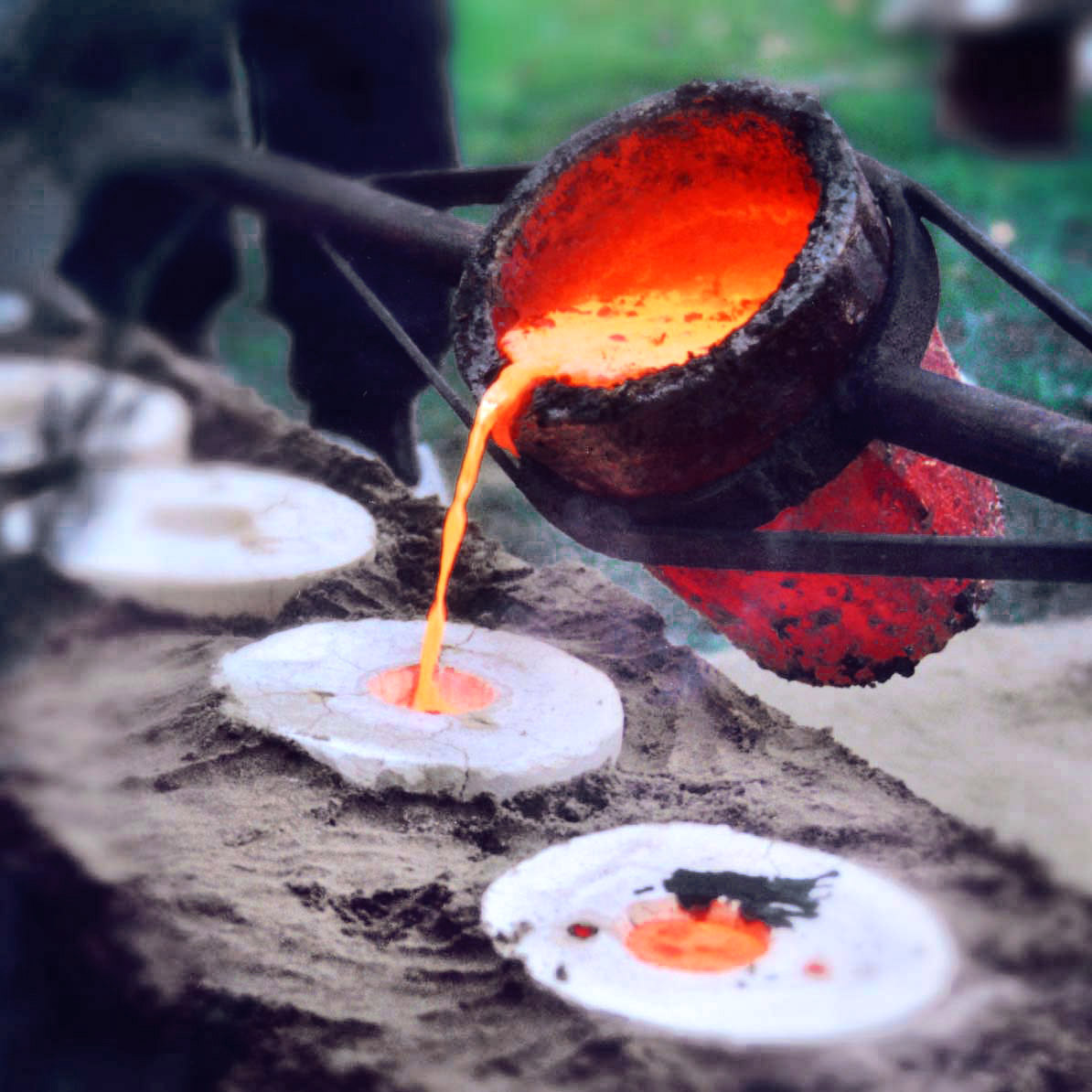
Bronze smelt van 1200°C wordt in de lege, drooggestookte gietvorm gegoten

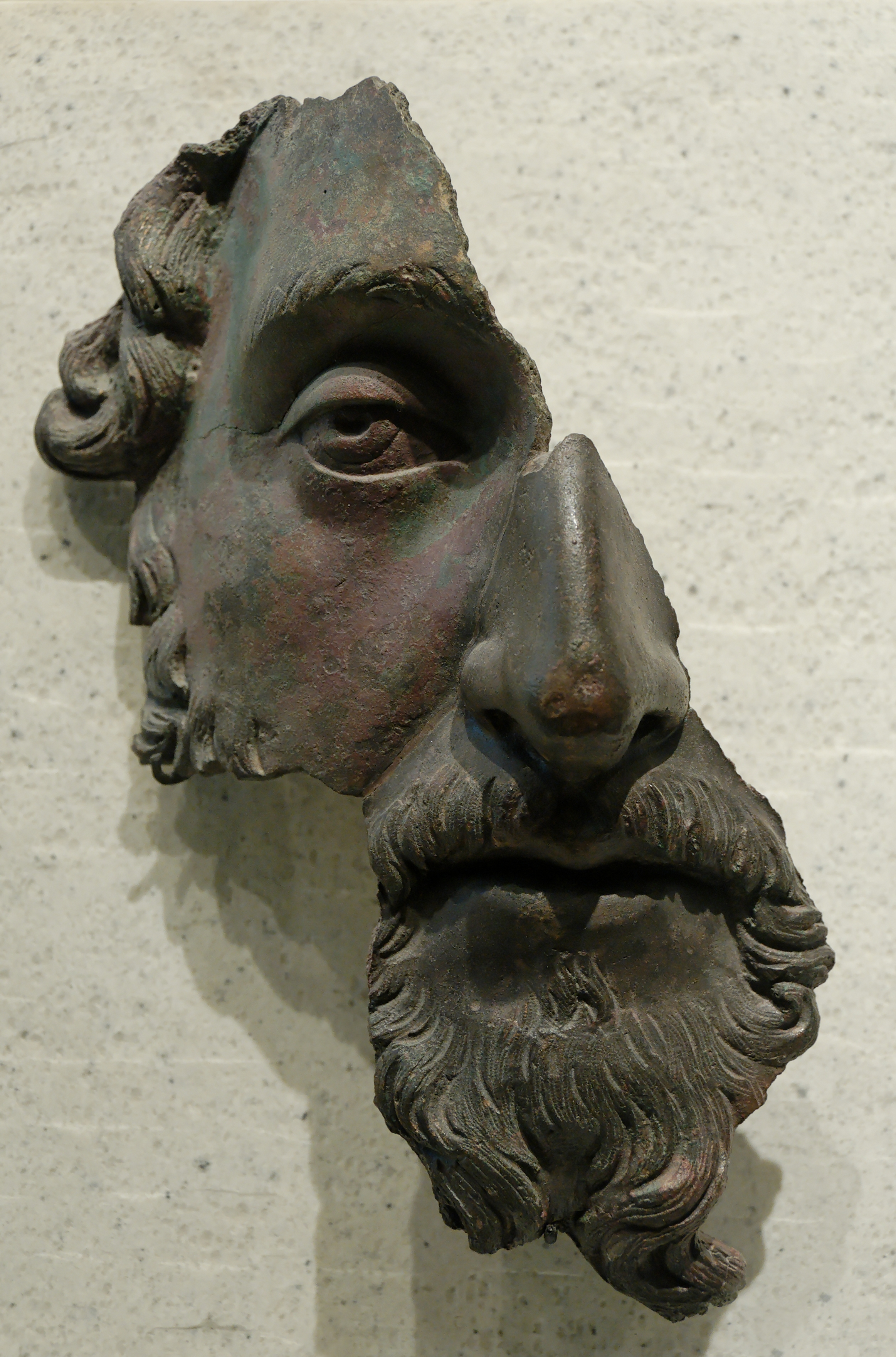
Louvre: Marcus Aurelius

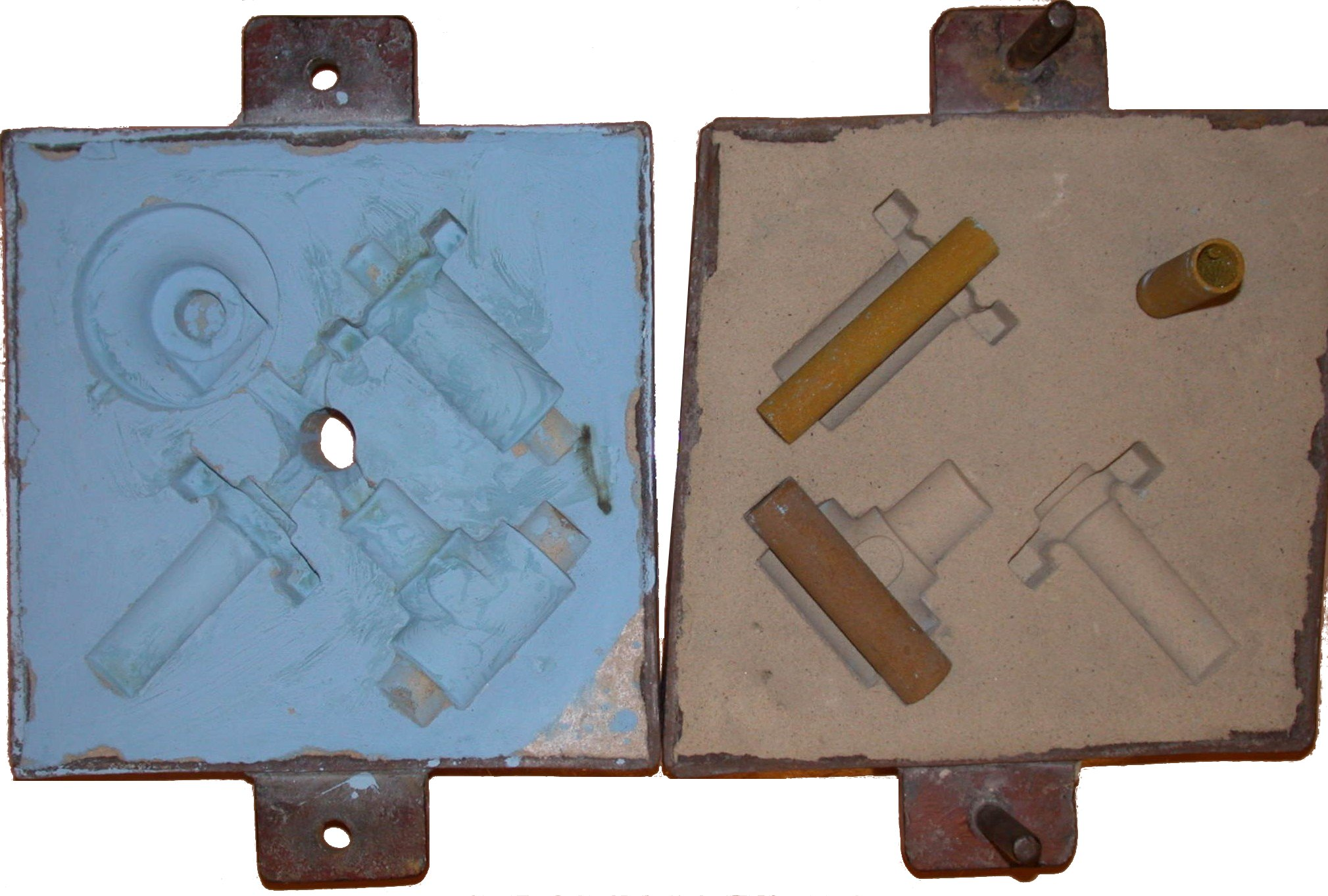
De twee helften van een zandgietvorm; in de rechtervorm zijn de kernen te zien.

Bronsgieten is de techniek in het beeldhouwen waarmee bronzen beelden gegoten worden, het bronswerk. Er zijn vele methoden en werkwijzen mogelijk om brons te gieten. Onderstaande probeert een opsomming te geven van de basisstappen.

## Verlorenwasmethode
Verloren was (ook bekend onder de Franse benaming cire perdue) is een techniek om metalen voorwerpen te gieten, bijvoorbeeld in brons of zilver. De gebruikte was hiervoor is doorgaans gietwas of boetseerwas. De volgorde is in het kort: een wassen model krijgt wassen giet- en ontluchtingskanalen, wordt in een vuurvaste massa ingebed, waarna de was eruit wordt gesmolten en de kap gedroogd. Vervolgens wordt in de ontstane holte bronze smelt gegoten. Na afkoeling worden de giet- en ontluchtingskanalen afgezaagd en blijft een bronzen afgietsel over. Nadat het gietsel uit de mal verwijderd is, wordt het afgewerkt door gaten dicht te hameren of te lassen, uitsteeksels weg te slijpen en het vervolgens te patineren.

## Zandgieten
Een andere methode om brons te gieten is zandgieten. Dit kan met behulp van Brusselse aarde of met vormzand. Hierbij wordt het model in meerdere lossende delen omsloten met een aarde-of zandmassa die zijn vorm behoudt. Lossend wil zeggen dat de gietmal het model zo omsluit, dat het nergens klemt als de kap verwijderd wordt. Dit betekent dat er altijd minimaal twee kappen nodig zijn, en vaak meer.
Vervolgens wordt het model weggenomen, waarna de zo ontstane kappen aan de binnenzijde handmatig met een plak was op de juiste dikte worden bekleed. Hierna worden alle buitenkappen met waslaag aaneengepast en wordt de binnenholte opgevuld met vormzand of -aarde. Ten slotte worden alle delen weer vaneen gehaald, de waslaag verwijderd en alle delen weer nauwkeurig aaneengepast. Via uitgekrabde kanalen, de giet- en ontluchtingsgaten, wordt nu metalen smelt in de mal gegoten. Na afkoeling ontstaat een hol bronzen beeld. Om het gegoten figuur uit de mal te krijgen moet de mal stukgeslagen worden en kan de mal dus maar eenmaal gebruikt worden. Ook hier wordt, nadat het uit de mal verwijderd is, het gietsel afgewerkt door gaten dicht te hameren of te lassen, uitsteeksels weg te slijpen en het vervolgens te patineren.
Voordelen
- Er hoeft niet langdurig uitgestookt te worden om de gietkap te drogen
- er zijn zeer grote gietvormen mogelijk, omdat er geen uitstookoven is die de afmetingen begrenst

Nadelen
- De gietkap bestaat uit meerdere kwetsbare delen die verschillende malen verplaatst moeten worden
- Brusselse aarde is kwetsbaar en moet opgesloten worden in metalen bekistingen.
- Vormzand laat een wat korrelige huid op het gietsel achter

### Brusselse aarde versus vormzand
Brusselse aarde moet worden aangeklopt om als gietvorm te dienen, en daarom wordt over het algemeen geen was als model gebruikt, omdat dit te zacht is: het model vervormt door het aankloppen. Eerder gebruikt men hardere materialen als gips of hout.
Bij het gebruik van vormzand, dat door een bindingsmiddel daarentegen wel zeer sterk is, hoeft het zand niet te worden aangeklopt om een goede afdruk te krijgen. Hierdoor kunnen ook eenmalige wassen modellen gebruikt worden. Het model wordt na het afvormen dan kapotgescheurd, waarmee de noodzaak minder groot is om de kap in lossende delen te maken, zodat er veel minder onderdelen voor deze gietkap nodig zijn.

## Overige gietmethoden
Andere methoden zijn onder andere slingergieten en ceramic-shell-gieten, een variant op cire perdue waarbij gebruik wordt gemaakt van vuurvaste materialen die niet langdurig hoeven te worden uitgestookt.

## Galerij

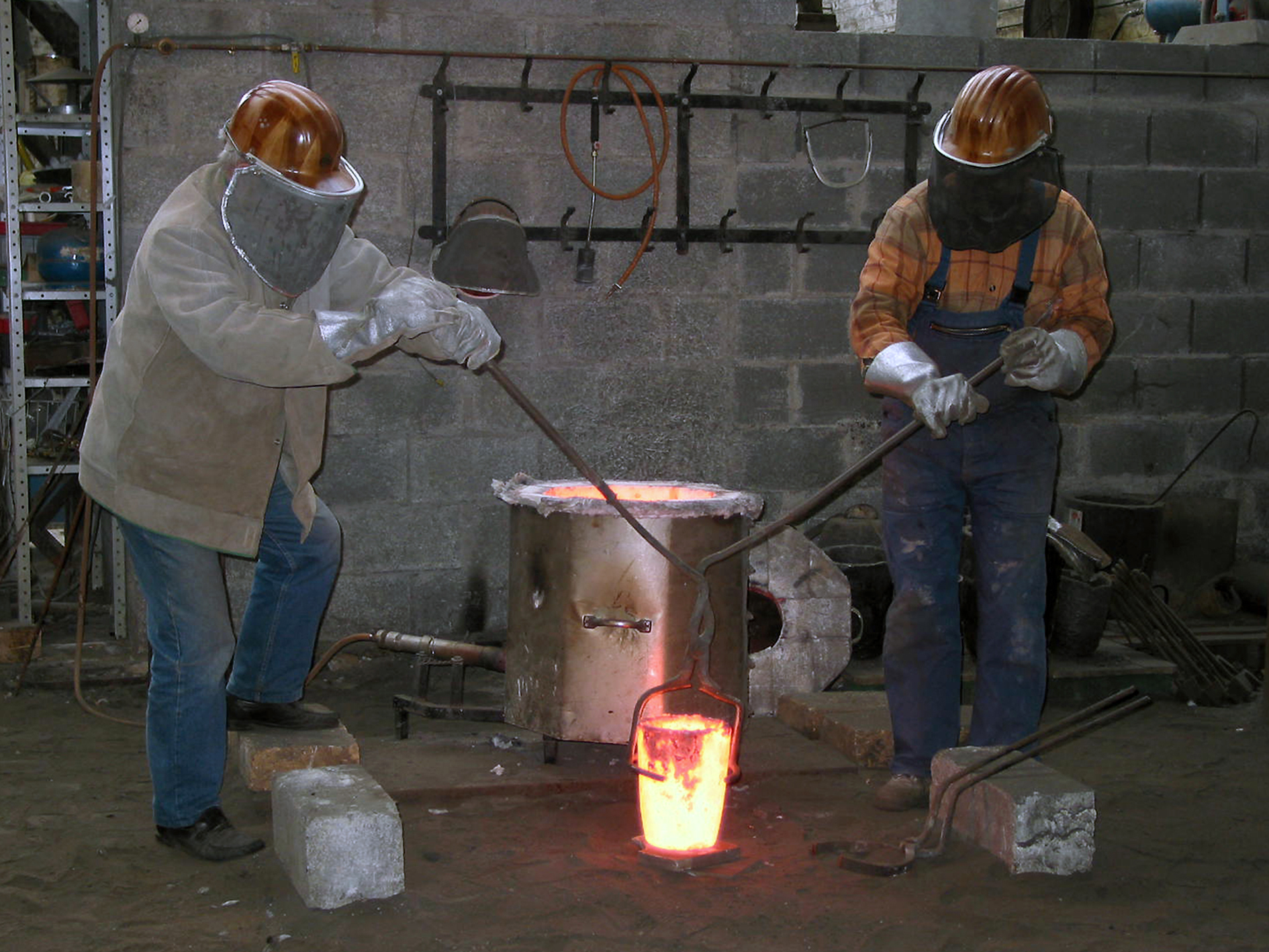
De smeltkroes van grafiet wordt uit de oven gehaald
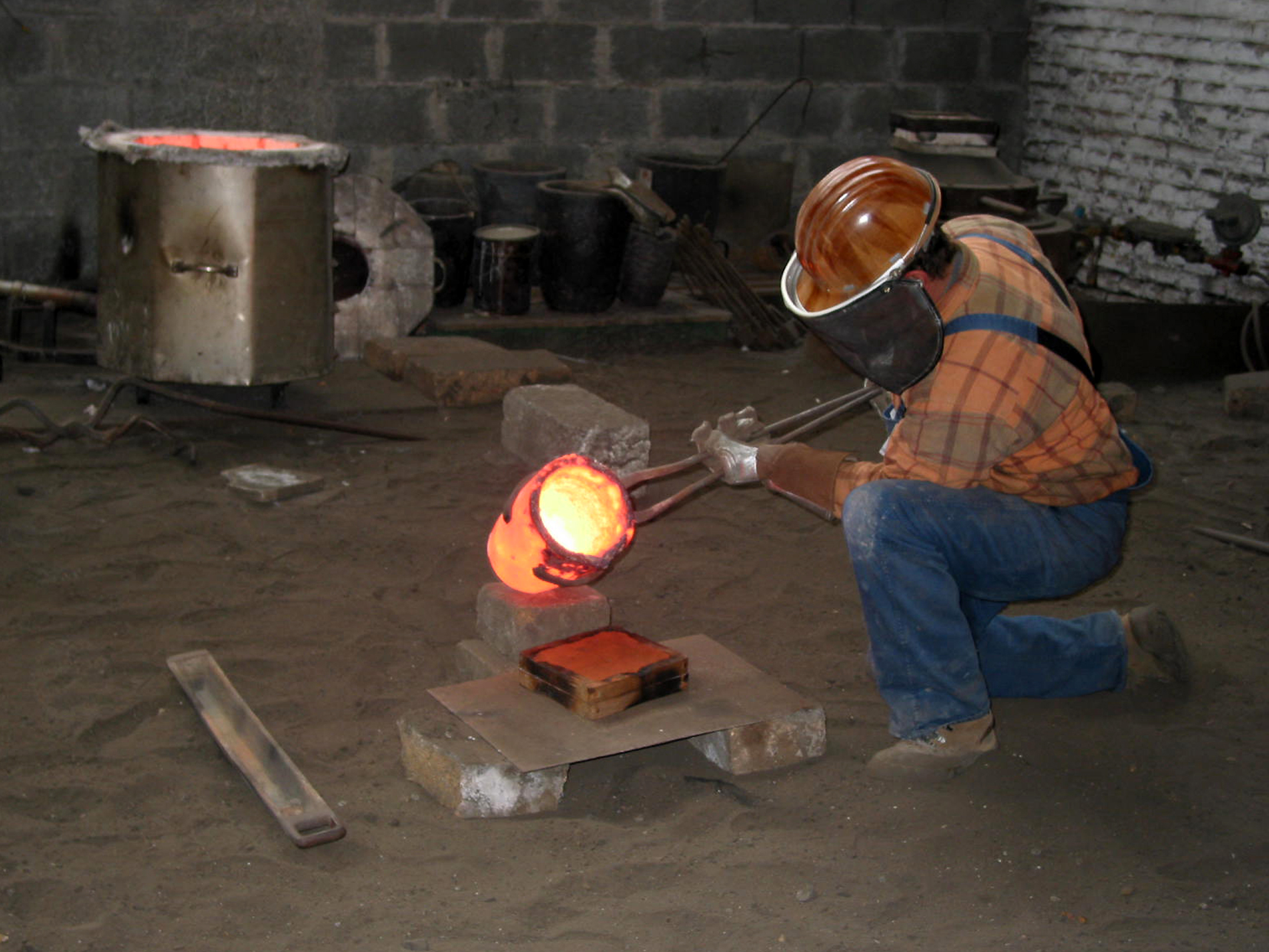
Een kleine zandgietvorm wordt volgegoten met vloeibaar brons
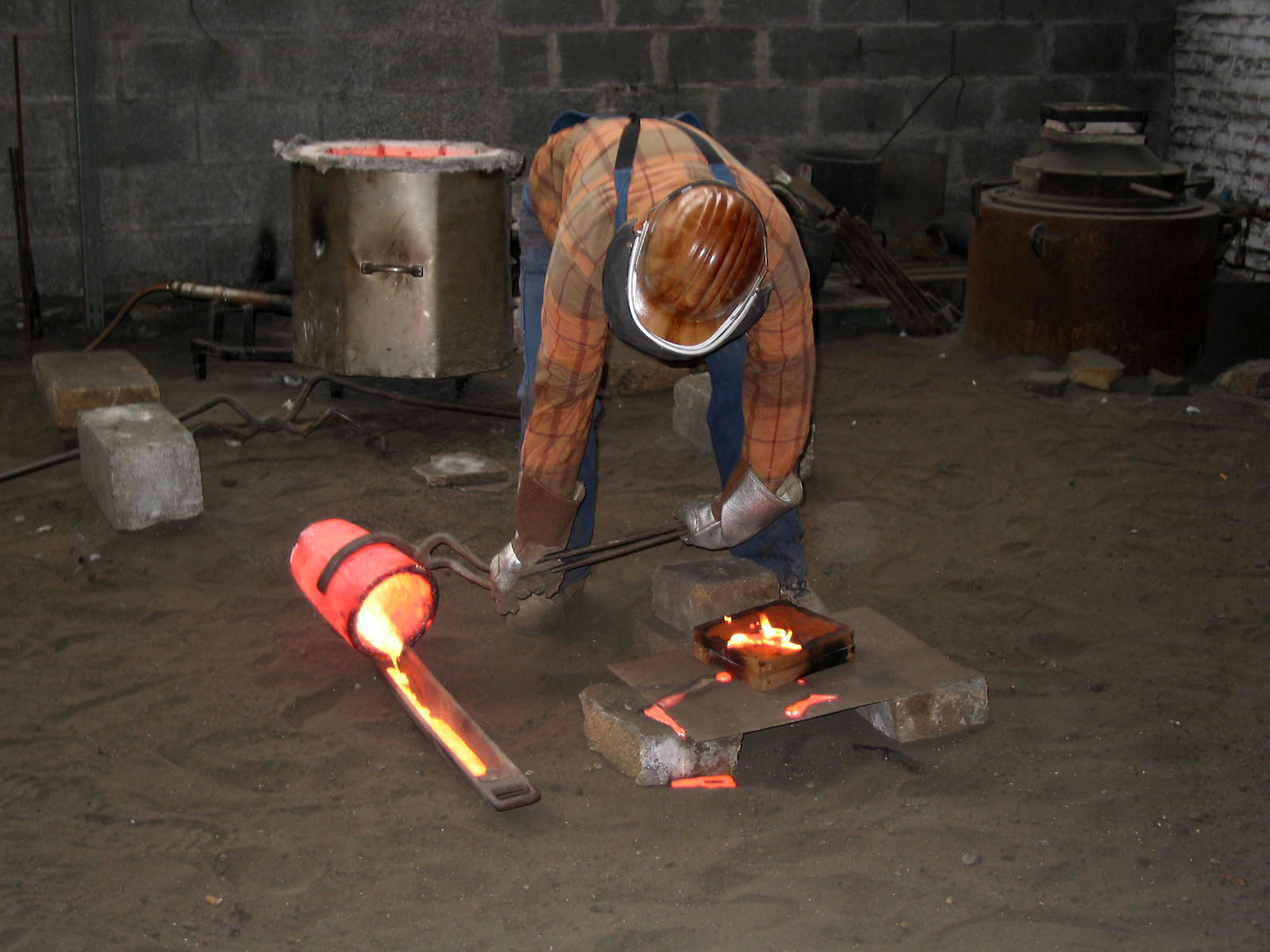
Het resterende brons wordt in een mal gegoten, zodat het hergebruikt kan worden